# Tamba

Tamba (丹波市 Tamba-shi?) este un municipiu din Japonia, prefectura Hyōgo.